# Ugo Monye

a Compétitions nationales et continentales officielles uniquement.

b Matchs officiels uniquement.
Dernière mise à jour le 4 juin 2015.
Ugo Monye, né le 13 avril 1983 à Islington (Angleterre), est un joueur international anglais d'origine nigerianne de rugby à XV jouant aux postes de centre ou d'ailier.
Il joue avec l'équipe d'Angleterre entre 2008 et 2012, et avec les Harlequins entre 2002 et 2015.

## Biographie
Ugo Monye est originaire du Nigeria. Il connaît les sélections de jeunes des moins de 19 et 21 ans, de rugby à sept, et l'antichambre de l'équipe nationale anglaise, les Saxons (Angleterre A).
Il joue avec le club des Harlequins en coupe d'Europe et dans le Championnat d'Angleterre de 2002 jusqu'à sa retraite sportive en 2015.
Il honore sa première cape internationale en équipe d'Angleterre le 8 novembre 2008 contre l'équipe des Pacific Islanders.
En 2021 il participe à la 19e saison de Strictly Come Dancing.

## Palmarès
- Harlequins
  - Vainqueur du challenge européen en 2004 et 2011
  - Vainqueur du Championnat d'Angleterre de 2e division en 2006
  - Vainqueur du Championnat d'Angleterre en 2012
  - Vainqueur de la coupe anglo-galloise en 2013

## Statistiques en équipe nationale
- 14 sélections avec l'équipe d'Angleterre
- 10 points (2 essais)
- Sélections par année : 4 en 2008, 5 en 2009, 4 en 2010, 1 en 2012
- Tournois des Six Nations disputés : 2009, 2010